# Echizen

Echizen (越前市 Echizen-shi?) este un municipiu din Japonia, prefectura Fukui.